# Francesco IV Gonzaga
Francesco IV Gonzaga, född 1586, död 1612, var en monark (hertig) av Mantua från 1612 till 1612. 